# Caesar Cardini

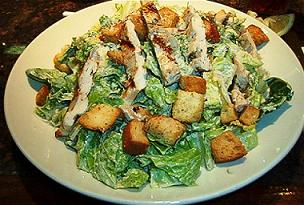
Salada César com frango grelhado.

Cesare Cardini, conhecido como Caesar Cardini (Lago Maggiore, 24 de fevereiro de 1896 – Los Angeles, 3 de novembro de 1956) foi um chef de cozinha italiano radicado no sul da Califórnia (Estados Unidos) e na região de Tijuana (México). Atribui-se a ele a criação da famosa salada César.
Cardini foi proprietário de um hotel-restaurante no seu país e que imigrou para Tijuana, no norte do México. Supõe-se que tenha sido ele que no dia 4 de julho de 1924 inventou a popular e hoje mundialmente famosa salada César que se tornou um prato na moda em Hollywood entre as celebridades, em especial depois de ter mudado as instalações do seu hotel uns quarteirões para um novo edifício construído em 1929 (hoje chamado Hotel Caesar's).